# Jadwiga Tritt-Goc
Jadwiga Maria Tritt-Goc (ur. 27 lipca 1953 w Poznaniu) – polska fizyk.

## Życiorys
Ukończyła studia na Uniwersytecie im. Adama Mickiewicza w Poznaniu w 1977 i rozpoczęła pracę w Instytucie Fizyki Molekularnej PAN. Tam w latach 1980-1983 odbyła studia doktoranckie. Pracę doktorską (Badanie oddziaływań molekularnych w monokrysztale Na2Fe(CN)5NO∙2H2) metodą protonowego rezonansu magnetycznego) obroniła w 1985. Habilitowała się w 1997 na podstawie rozprawy Dynamika molekuł wody w wybranych solach kwasu nitropruskiego i ich rola w stabilizacji nowego stanu molekularnego. Od 2008 jest profesorem nauk fizycznych.
Specjalizuje się w fizyce ciała stałego, fizyce materii miękkiej, radiospektroskopii, mikroobrazowaniu NMR.
W latach 1998–2004 prowadziła wykłady na Politechnice Poznańskiej na temat rezonansu magnetycznego i tomografii magnetyczno-rezonansowej. Na podstawie tych wykładów napisała książkę Wprowadzenie do tomografii magnetyczno-rezonansowej, (Ośrodek Wydawnictw Naukowych, Poznań 2003).
Wypromowała 5 doktorów, recenzowała 13 prac doktorskich, 3 prace habilitacyjne i 5 wniosków profesorskich.

## Życie prywatne
Jest córką Władysława Tritta, który za udział w wojnie obronnej Polski 1939 r. odznaczony został Krzyżem Srebrnym Orderu Virtuti Militari. Jej mąż Roman Goc był profesorem fizyki na Uniwersytecie Adama Mickiewicza w Poznaniu. Mają jednego syna.